# Johann Wolfgang Richter

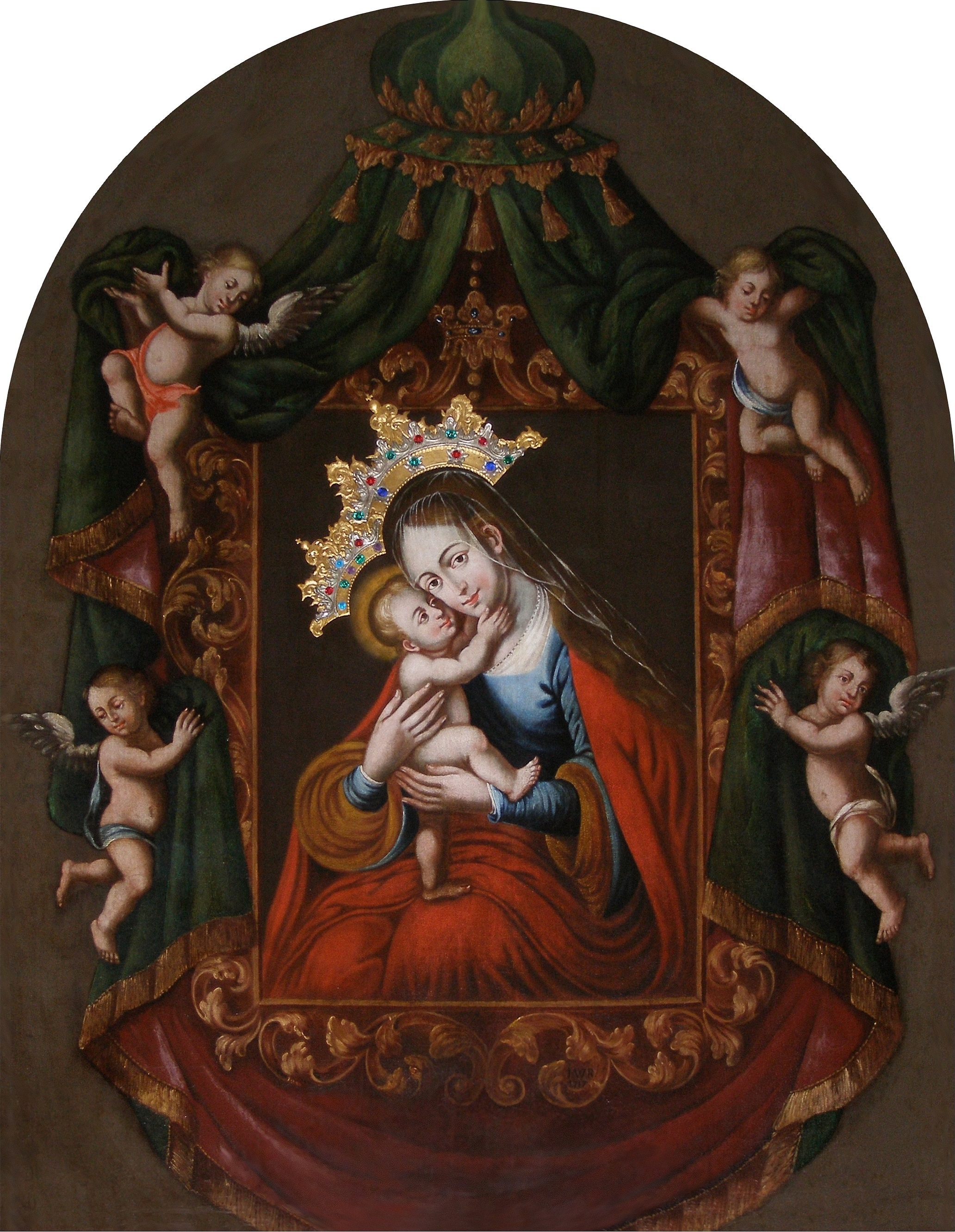
Dobrotivý obraz Panny Marie Pomocné ze Skoků

Johann Wolfgang Richter byl regionální barokní malíř, působící na přelomu 17. a 18. století v západních Čechách. Byl měšťanem a rychtářem v Toužimi.

## Obraz Panny Marie Pomocné
V roce 1717 v Toužimi namaloval na objednávku zakladatele skocké kaple Adama Lienerta své nejslavnější dílo: obraz zobrazující část oltáře se zázračným milostným obraz Panny Marie Pomocnice – Mariahilf v německém Pasově, který byl určen kapli ve Skocích u Žlutic. Práce mu trvala osm dnů a dostal za ní zaplaceno devět zlatých.
Jeho obraz Panny Marie Pomocné byl pro četné zázraky ve Skocích uctíván. Dal vzniknout jednomu z nejznámějších barokních poutních míst západních Čech. Dříve byl označovaný jako „pasovský obrázek“, skocký obraz a později v českém prostředí i jako „panenka skákavá“, což dalo vzniknout dodnes živému úsloví „panenko skákavá“. 
Obraz měl původně asi obdélný formát. Později v roce 1738 po přenesení do nově zbudovaného kostela Navštívení Panny Marie bylo plátno upraveno do dnešní podoby a obraz byl opatřen plechovou pozlacenou korunkou posázenou umělými kameny. V roce 1733 byl skocký obraz Panny Marie Pomocné z Pasova římskokatolickou církví uznán za obraz dobrý a dobrotivý. Obraz byl v kostele instalován na závěsech, které umožňovaly jeho posouvání během poutních mší z dřevěného rámu na přední stěně oltáře na stěnu zadní, kde byl přístupný poutníkům. K tomu účelu byl oltář vybaven dvouramenným schodištěm mezi stěnami, pro snazší přístup k obrazu se pod ním na stěně nacházelo madlo a pod ním pak schůdky, které současně sloužily i jako klekátko a oltářní pokladna (schránka na peněžní obětiny).
Dnes je vzácný obraz ochraňován v konventní kapli kláštera premonstrátů v Teplé.